# 대한민국 헌법 제8조
대한민국 헌법 제8조는 정당제를 규정한 대한민국 헌법의 조항이다. 4항으로 구성되어 있다.

## 본문
① 정당의 설립은 자유이며, 복수정당제는 보장된다.

② 정당은 그 목적·조직과 활동이 민주적이어야 하며, 국민의 정치적 의사 형성에 참여하는데 필요한 조직을 가져야 한다.

③ 정당은 법률이 정하는 바에 의하여 국가의 보호를 받으며, 국가는 법률이 정하는 바에 의하여 정당운영에 필요한 자금을 보조할 수 있다.

④ 정당의 목적이나 활동이 민주적 기본질서에 위배될 때에는 정부는 헌법재판소에 그 해산을 제소할 수 있고, 정당은 헌법재판소의 심판에 의하여 해산된다.

## 참조조문
헌법 제116조① 선거운동은 각급 선거관리위원회의 관리하에 법률이 정하는 범위 안에서 하되, 균등한 기회가 보장되어야 한다.
② 선거에 관한 경비는 법률이 정하는 경우를 제외하고는 정당 또는 후보자에게 부담시킬 수 없다.

헌법 제111조① 헌법재판소는 다음 사항을 관장한다.
3. 정당의 해산 심판

대한민국 정당법 제2조(정의) 이 법에서 "정당"이라 함은 국민의 이익을 위하여 책임있는 정치적 주장이나 정책을 추진하고 공직선거의 후보자를 추천 또는 지지함으로써 국민의 정치적 의사형성에 참여함을 목적으로 하는 국민의 자발적 조직을 말한다.

## 내용
- 정당의 요건과 여러 가지 사항

헌법에 정당 규정이 없는 나라도 많다. 예컨대 일본의 경우는 헌법에 정당 규정이 없으며, 정당이라는 개념 자체도 모호한 편이다.
- 요건이나 구성에 대한 자세한 사항은 정당법에 규정되어 있으며, 정치자금은 정치자금에관한법률에 구성되어 있다.
- 정당은 정부가 헌법재판소에 해산을 제소하여, 목적이나 활동이 민주적 기본질서에 위배된다고 인정될 때에만 해산될 수 있다.

## 주요 판례
- 대한민국의 헌법재판소는 정당법 제25조 등 위헌확인 심판에서 다음과 같이 판시하였다.[1]

헌법 제8조 제1항 전단의 정당설립의 자유는 정당설립의 자유만이 아니라 정당활동의 자유를 포함한다. 즉, 헌법 제8조 제1항은 정당설립의 자유만을 명시적으로 규정하고 있지만, 정당설립의 자유만이 아니라 누구나 국가의 간섭을 받지 아니하고 자유롭게 정당에 가입하고 정당으로부터 탈퇴할 수 있는 자유를 함께 보장한다. 정당의 설립만이 보장될 뿐 설립된 정당이 언제든지 다시 금지될 수 있거나 정당의 활동이 임의로 제한될 수 있다면, 정당설립의 자유는 사실상 아무런 의미가 없기 때문이다. 따라서 정당설립의 자유는 당연히 정당의 존속과 정당활동의 자유도 보장하는 것이다.

따라서 정당의 자유의 주체는 정당을 설립하려는 개개인과 이를 통해 조직된 정당 모두에게 인정되는 것이다. 구체적으로 정당의 자유는 개개인의 자유로운 정당설립 및 정당가입의 자유, 조직형식 내지 법형식 선택의 자유를 포함한다. 또한 정당설립의 자유는 설립에 대응하는 정당해산의 자유, 합당의 자유, 분당의 자유도 포함한다. 뿐만 아니라 정당설립의 자유는 개인이 정당 일반 또는 특정 정당에 가입하지 아니할 자유, 가입했던 정당으로부터 탈퇴할 자유 등 소극적 자유도 포함한다.

중략

이 사건 법률조항은 헌법 제8조 제2항이 규정하고 있는바 “국민의 정치적 의사형성에 참여하는데 필요한 조직” 요건을 구체화함에 있어서 5개 이상의 시ㆍ도당 및 각 시ㆍ도당마다 1,000명 이상의 당원을 갖추도록 규정하고 있는바, 이와 같이 전국 정당으로서의 기능 및 위상을 충실히 하기 위해서 5개의 시ㆍ도당을 구성하는 것이 필요하다고 본 입법자의 판단이 자의적이라고 볼 수 없고, 각 시ㆍ도당 내에 1,000명 이상의 당원을 요구하는 것도 우리나라 전체 및 각 시ㆍ도의 인구를 고려해 볼 때, 청구인과 같은 군소정당 또는 신생정당이라 하더라도 과도한 부담이라고 할 수 없다.

따라서 이 사건 법률조항이 비록 정당으로 등록되기에 필요한 요건으로서 5개 이상의 시ㆍ도당 및 각 시ㆍ도당마다 1,000명 이상의 당원을 갖출 것을 요구하고 있기 때문에 국민의 정당설립의 자유에 어느 정도 제한을 가하는 점이 있는 것은 사실이나, 이러한 제한은 “상당한 기간 또는 계속해서”, “상당한 지역에서” 국민의 정치적 의사형성 과정에 참여해야 한다는 정당의 개념표지를 구현하기 위한 합리적인 제한이라고 할 것이므로, 그러한 제한은 헌법적으로 정당화된다고 할 것이다.

- 헌법재판소는 국가보안법 제7조에 대한 위헌심판에서 “자유민주적 기본질서에 위해를 준다 함은 모든 폭력적 지배와 자의적 지배 즉 반국가단체의 일인독재 내지 일당독재를 배제하고 다수의 의사에 의한 국민의 자치, 자유ㆍ평등의 기본 원칙에 의한 법치주의적 통치질서의 유지를 어렵게 만드는 것이고, 이를 보다 구체적으로 말하면 기본적 인권의 존중, 권력분립, 의회제도, 복수정당제도, 선거제도, 사유재산과 시장경제를 골간으로 한 경제질서 및 사법권의 독립 등 우리의 내부 체제를 파괴ㆍ변혁시키려는 것으로 풀이할 수 있을 것이다”라고 판시하여, 자유민주적 기본질서의 구성요소를 제시하고 있다.[2]
- 정당은 그 '자유로운 지위'와 함께 '공공의 지위'를 함께 가진다.[3]

- 헌법 제8조 제1항은 정당설립의 자유, 정당조직의 자유(정당조직 선택의 자유 및 그와 같이 선택된 조직을 결성할 자유), 정당활동의 자유 등을 포괄하는 정당의 자유를 보장하고 있다. 이러한 정당의 자유는 국민이 개인적으로 갖는 기본권일 뿐만 아니라, 단체로서의 정당이 가지는 기본권이기도 하다.[4]

- 헌법 제8조 제1항은 정당을 설립할 권리를 국민의 기본권으로서 보장하면서 아울러 정당설립의 자유를 보장한 것의 당연한 법적 산물인 복수정당제를 제도적으로 보장한다.[5]

- 헌법 제8조 제1항은 정당설립의 자유만을 명시적으로 규정하고 있지만, 정당설립의 자유만이 아니라 누구나 국가의 간섭을 받지 아니하고 자유롭게 정당에 가입하고 정당으로부터 탈퇴할 수 있는 자유를 함께 보장한다. 정당의 설립만이 보장될 뿐 설립된 정당이 언제든지 다시 금지될 수 있거나 정당의 활동이 임의로 제한될 수 있다면, 정당설립의 자유는 사실상 아무런 의미가 없기 때문이다. 따라서 정당설립의 자유는 당연히 정당의 존속과 정당활동의 자유도 보장하는 것이다[6]

- 정당설립의 자유는 당연히 정당의 존속과 정당활동의 자유도 보장한다. 헌법은 제8조 제2항에서 “정당은 그 목적 조직과 활동이 민주적이어야 하며, 국민의 정치적 의사형성에 참여하는 데 필요한 조직을 가져야 한다”고 규정하고 있다. 이로써 헌법은 헌법상 부여된 정당의 과제와 기능을 ‘국민의 정치적 의사형성에의 참여’로 규정하면서, 입법자에게 정당이 헌법상 부여된 과제를 민주적인 내부질서를 통하여 이행할 수 있도록 그에 필요한 입법을 해야할 의무를 부과하고 있다. 따라서 헌법 제8조 제1항의 정당설립의 자유와 제2항의 헌법적 요청을 함께 고려하여 볼 때, 입법자가 정당으로 하여금 헌법상 부여된 기능을 이행하도록 하기 위하여 그에 필요한 절차적 형식적 요건을 규정함으로써 정당의 자유를 구체적으로 형성하고 동시에 제한하는 경우를 제외한다면, 정당설립에 대한 국가의 간섭이나 침해는 원칙적으로 허용되지 아니한다. 이는 곧 입법자가 정당설립과 관련하여 형식적 요건을 설정할 수는 있으나, 일정한 내용적 요건을 구비해야만 정당을 설립할 수 있다는 소위 ‘허가절차’는 헌법적으로 허용되지 아니한다는 것을 뜻한다.[7]

- 헌법재판소의 결정으로 정당이 해산된 경우와는 달리, 정당등록취소조항에 의해 정당등록이 취소된 경우에는 대체정당의 설립이 가능하고 일정기간이 경과하면 등록취소된 정당의 명칭을 사용할 수 있다고 하더라도(정당법 제40조, 제41조 제4항 참조), 입법자로서는 보다 덜 제한적인 방법이 있는 때에는 입법목적 달성에 지장이 없는 한 이를 채택하여야 한다. 그런데 입법목적 달성에 지장이 없으면서도 정당등록취소조항에서 정한 방법보다 덜 제한적인 방법을 상정할 수 있다. 이처럼 국민의 정치적 의사형성에 참여할 진지한 의사나 능력을 갖추지 못한 정당을 배제시키면서도 정당으로 하여금 국민의 지지와 신뢰를 획득할 수 있는 정책 개발에 더욱 매진하도록 할 방법이 있음에도 불구하고, 정당등록취소조항이 단 한 번의 국회의원선거에서 의석을 얻지 못하고 일정 수준의 득표를 하지 못하였다는 이유로 정당등록을 취소하는 것은 입법목적 달성을 위해 필요한 최소한의 수단이라고 볼 수 없다. 정당등록취소조항에 의하여 실현하고자 하는 공익은 실질적으로 국민의 정치적 의사형성에 참여할 의사나 능력이 없는 정당을 배제함으로써 정당제 민주주의를 발전시키기 위한 것이라고 보더라도, 앞에서 본 바와 같이 위 조항이 그러한 공익의 실현에 기여하는 효과는 불분명한 반면, 위 조항으로 인해 침해되는 정당설립의 자유의 공익적 가치는 매우 크다 할 것이므로, 위 조항으로 인해 얻는 공익적 성과와 그로부터 초래되는 부정적인 효과는 합리적인 비례관계를 현저하게 일탈하고 있다.[8]
- 본래 국민의 자발적 정치조직인 정당에 대한 과도한 국가보조는 정당의 국민의존성을 떨어뜨리고 정당과 국민을 멀어지게 할 우려가 있다. 이는 국민과 국가를 잇는 중개자로서의 정당의 기능, 즉 공당으로서의 기능을 약화시킴으로써 정당을 국민과 유리된 정치인들만의 단체, 즉 사당으로 전락시킬 위험이 있다. 뿐만 아니라 과도한 국가보조는 국민의 지지를 얻고자 하는 노력이 실패한 정당이 스스로 책임져야 할 위험부담을 국가가 상쇄하는 것으로서 정당간 자유로운 경쟁을 저해할 수 있다. 정당 스스로 재정충당을 위하여 국민들로부터 모금 활동을 하는 것은 단지 ‘돈을 모으는 것’에 불과한 것이 아니라 궁극적으로 자신의 정강과 정책을 토대로 국민의 동의와 지지를 얻기 위한 활동의 일환이며, 이는 정당의 헌법적 과제 수행에 있어 본질적인 부분의 하나인 것이다. 따라서 이 사건 법률조항이 정당 후원회 자체를 금지하는 것은 일반 국민의 정치적 표현의 자유를 과도하게 침해하고, 스스로 재정을 충당하려는 정당활동의 자유를 과도하게 침해한다.[9]

- 헌법 제8조 제1항 전단은 단지 정당설립의 자유만을 명시적으로 규정하고 있지만, 정당의 설립만이 보장될 뿐 설립된 정당이 언제든지 해산될 수 있거나 정당의 활동이 임의로 제한될 수 있다면 정당설립의 자유는 사실상 아무런 의미가 없게 되므로, 정당설립의 자유는 당연히 정당존속의 자유와 정당활동의 자유를 포함하는 것이다. 한편, 정당의 명칭은 그 정당의 정책과 정치적 신념을 나타내는 대표적인 표지에 해당하므로, 정당설립의 자유는 자신들이 원하는 명칭을 사용하여 정당을 설립하거나 정당활동을 할 자유도 포함한다고 할 것이다.[10]

## 연혁
- 제헌 헌법에서는 정당 규정이 없었으나, 제2공화국 헌법부터 정당의 국가 보호와 자유의 한계를 규정하고, 정당해산제도를 도입하였다.
- 제3공화국 헌법에서는 정당설립의 자유와 복수정당제를 보장하였으며, 대통령이나 국회의원 입후보자의 경우 반드시 정당의 추천이 필요하도록 규정하였지만, 유신헌법에서는 정당 추천 필수 제도가 삭제되었다.
- 제5공화국 헌법에서는 정당에 대한 국고보조금 제도가 신설되었다.

## 같이 보기
- 대한민국 헌법 제1장
- 대한민국 헌법 제116조
- 자유민주주의
- 정당
- 정당법
- 정치자금법
- 불법정치자금등의몰수에관한특례법
- 위헌정당 해산제도
- 대한민국의 선거관리위원회
- 정당해산제소권

## 참고문헌
- 박용찬. (2025). 정당의 자유 제한에 관한 연구 - 헌법 제8조 제1항과 정당설립의 자유를 중심으로 -. 법학연구, 66(1), 391-425.
- 윤정인. (2023). 헌법상 정당조항(제8조) 개정론. 세계헌법연구, 29(1), 165-207.
- 정태호 /Chung, Tae Ho. (2014). 헌법 제8조 제4항의 정당해산사유에 관한 관견. 경희법학, 49(3), 269-306.
- 한수웅. (2008). 헌법 제8조 정당조항의 규범적 의미. 중앙법학, 10(1), 9-61.
- 김명재. (2007). 정당의 자유와 민주적 기본질서 ― 헌법 제8조의 해석을 중심으로 ―. 헌법학연구, 13(1), 285-323.
- 홍진영, 성락인. (2005, 2). 豫想問題答案 및 講評憲法②-憲法 제8조 제4항의 違憲政黨解散制度에 대하여 논하라. 고시계, 50(3), 215-219.